# Star Trek: Enterprise
Para ver otros usos de Star Trek, ver Star Trek (desambiguación).
Star Trek: Enterprise, originalmente titulada simplemente Enterprise durante sus dos primeras temporadas, es una serie de televisión de ciencia ficción estadounidense, creada por Rick Berman y Brannon Braga. Se emitió originalmente del 26 de septiembre de 2001 al 13 de mayo de 2005 en United Paramount Network (UPN). La sexta serie de la franquicia Star Trek, es una precuela de Star Trek: The Original Series. Ambientada en el siglo XXII, cien años antes de los acontecimientos de la serie original, sigue las aventuras del Enterprise, la primera nave estelar de la Tierra capaz de viajar en deformación warp cinco, mientras explora la galaxia y se encuentra con varias especies alienígenas.
Tras la culminación de Star Trek: Deep Space Nine y con el final programado de Star Trek: Voyager, Paramount pidió a Braga y Berman que crearan una nueva serie para continuar la franquicia. En lugar de ubicarlo en el siglo 24 junto con Deep Space Nine y Voyager, decidieron ubicarlo en un período anterior, lo que les permitió explorar nuevas partes del universo ficticio de Star Trek. Queriendo una serie más básica, identificable y basada en personajes, Berman y Braga se concentraron en un trío central: el capitán Jonathan Archer (interpretado por Scott Bakula), el comandante Trip Tucker (Connor Trinneer) y el subcomandante T'Pol (Jolene Blalock).
El programa rompió con la convención de Star Trek de varias maneras. Además de eliminar el prefijo de Star Trek, Enterprise utilizó la canción de influencia pop "Faith of the Heart" (interpretada por Russell Watson) como tema. Fue filmado en el lote de Paramount en Los Ángeles, California, en los mismos escenarios que albergaron la serie y películas de Star Trek desde el abandonado Star Trek: Phase II a fines de la década de 1970.
Las dos primeras temporadas se caracterizaron por episodios independientes que exploraron temas como las primeras relaciones de la humanidad con los vulcanos y los primeros encuentros con los klingon y los andorianos, extraterrestres que ya son familiares para los espectadores de la franquicia. Buscando atraer a una audiencia más amplia, UPN pidió cambios para la tercera temporada de Enterprise. Pasó a llamarse Star Trek: Enterprise y se cambió para centrarse en tramas de acción y una única historia serializada: la misión de la tripulación de evitar que la Tierra sea destruida por una especie alienígena recién introducida, los Xindi. En 2005, UPN canceló la serie después de su cuarta temporada, a pesar de una campaña dirigida por fanáticos para continuarla. Era la primera vez en 18 años que no se producirían nuevos episodios de las series de televisión de Star Trek, el comienzo de una pausa que duró hasta el lanzamiento de Star Trek: Discovery en 2017, otra precuela de Star Trek: The Original Series y secuela cronológica a Enterprise. El apoyo a la continuación del programa ha contado con el apoyo tanto de los actores como de los fanáticos de Star Trek.

## Resumen de la serie

### Aspectos generales
Star Trek: Enterprise sigue las aventuras de la tripulación de la primera nave espacial Enterprise, designación NX-01. Son los primeros exploradores del espacio profundo en la Flota Estelar,  utilizando la primera nave con capacidad warp cinco.  Los vulcanos han ocultado tecnología avanzada a la humanidad desde su primer contacto, preocupados de que los humanos no estuvieran preparados para ello. Esto ha retrasado la exploración espacial humana  y ha causado resentimiento en el piloto de pruebas de la Flota Estelar Jonathan Archer, cuyo padre desarrolló el motor Warp 5 pero no vivió para verlo utilizado. 
El Enterprise fue equipado intencionalmente con tecnologías menos avanzadas que las vistas en series anteriores (lo que ocurrió más tarde en la línea de tiempo de Star Trek). No tenía rayo tractor, pero utilizaba cables de agarre; y utilizó misiles en lugar de armas de partículas; en la temporada 1, se agregaron cañones de fase, similares a los del Enterprise en la serie original. Tenía sólo medios limitados para sintetizar alimentos y otros artículos consumibles.  La experiencia en lingüística del lingüista Hoshi Sato, oficial de comunicaciones, ayuda a compensar la falta del traductor universal avanzado.

## Elenco y personajes
| Foto | Actor              | Doblaje                 | Rango                            | Personaje                 | Cargo                                                      | Comentario |
| ---- | ------------------ | ----------------------- | -------------------------------- | ------------------------- | ---------------------------------------------------------- | --- |
|      | Scott Bakula       | Juan Antonio Gálvez     | Capitán                          | Jonathan Archer           | Capitán y oficial comandante de la nave Enterprise (NX-01) | Curioso al extremo. Un explorador nato. No teme mostrarse sorprendido, impactado o excitado por las cosas o seres extraños que encuentra en su camino. Tiene una capacidad de liderazgo innata basada en su carisma y no en el poder que le da su rango.                                                 |
|      | Jolene Blalock     | María Antonia Rodríguez | Comandante (antes Subcomandante) | T'Pol                     | Oficial ejecutivo y oficial jefe de ciencias               | Vulcaniana de 66 años (se menciona su edad en la 3.ª temporada). Fue asignada por el Alto Mando Vulcaniano para observar el desempeño humano en la misión inicial al planeta Kronos y decidió quedarse como oficial científica.                                                                          |
|      | Connor Trinneer    | Pablo del Hoyo          | Comandante                       | Charles "Trip" Tucker III | Jefe de ingeniería                                         | Humano de 35 años o más. Jefe de ingeniería. Un estadounidense sureño que disfruta usar su encanto campesino para desarmar a las personas. Tiene un sarcástico sentido del humor, muchas veces fuera de lugar.                                                                                           |
|      | Dominic Keating    | Abraham Aguilar         | Teniente                         | Malcolm Reed              | Oficial jefe de armas                                      | Británico de unos 30 años. Tiene una personalidad sumamente retraída. Es el más "soldado" de la tripulación de puente. |
|      | Linda Park         | Gloria Núñez            | Alférez                          | Hoshi Sato                | Oficial jefe de comunicaciones                             | Humana. Japonesa, cerca de 30 años. Tiene una innata y extremadamente rara capacidad de aprender lenguajes extraños y nuevos. Es recta e inteligente, pero tiene un espíritu que frecuentemente pone a prueba la paciencia del resto de la tripulación al mostrarse reacia a correr riesgos y aventuras. |
|      | Anthony Montgomery | Rafa Romero             | Alférez                          | Travis Mayweather         | Timonel                                                    | Humano. Es el más joven de la tripulación de puente, poco más de 20 años. Ocupa el puesto de timonel. Un caso atípico de los comienzos de la exploración terrana: su vida se desarrolló sobre una nave de carga. Por eso, conoce mejor el espacio interestelar que cualquiera, incluso que el capitán.   |
|      | John Billingsley   | Antonio García Moral    | Doctor                           | Phlox                     | Oficial jefe médico                                        | Denobulano. Oficial médico en jefe. Aparenta unos 40 años, aunque es difícil de precisar. Habla con un leve acento extraño y tiene un excéntrico sentido del humor que nadie más entiende. |

## Producción

### Concepción
Antes del final de Star Trek: Voyager y tras el final de Star Trek: Deep Space Nine en junio de 1999, Paramount se acercó a Rick Berman y Brannon Braga sobre la producción de una quinta serie de Star Trek, ya sea para superponerse con la última temporada de Voyager o para seguir inmediatamente.  Berman había creado previamente Star Trek: Deep Space Nine junto con Michael Piller, Voyager con Piller y Jeri Taylor,  y había querido trabajar con Braga en un concepto de serie. Mientras los fanáticos en línea sugerían que podría estar basado en Starfleet Academy o en las aventuras de Hikaru Sulu, los productores se encargaron de que no se filtrara información que revelara cuál iba a ser el concepto.  Más tarde revelaron que la idea de la Academia nunca fue considerada adecuadamente. 
En cambio, optaron por crear una precuela de la serie original ambientada después de los eventos de la película Star Trek: Primer contacto,  ya que Braga y Berman sintieron que era un período en el universo de Star Trek que estaba inexplorado.  La idea era que la serie retratara a los primeros exploradores del espacio profundo en el universo de Star Trek, con Braga explicando que todo sería nuevo para la tripulación y que dado que el escenario estaba más cerca en el tiempo de la actualidad, sus reacciones a las situaciones sería más contemporáneo.  Como parte de esto, buscaron retroalimentación de miembros del servicio de submarinos de la Armada de los Estados Unidos, lo que se vio reflejado en ciertos trabajos de diseño de la serie como los uniformes de Star Trek.  Los ejecutivos de la cadena necesitaban estar convencidos de la viabilidad de una serie precuela, ya que habían asumido que la serie llevaría la franquicia más allá en el futuro.  La idea inicial era que la primera temporada se desarrollara casi por completo en la Tierra, ya que el Enterprise se apresuró a completarse para responder al primer contacto con los klingon y la tripulación que se estaba formando. Esta idea fue rechazada por los ejecutivos del estudio y, en cambio, estos elementos de la historia se limitaron al piloto, "Broken Bow".
Buscaron hacer que Enterprise estuviera más basada en personajes que la serie anterior de la franquicia Star Trek, y esperaban que esto ganara espectadores que habían visto The Next Generation pero habían perdido interés en Deep Space Nine y Voyager. Se pretendía vincular la serie directamente con la serie original al tener a T'Pau, quien había aparecido previamente en el episodio "Amok Time", como personaje principal. En cambio, este personaje se convirtió en un personaje vulcano original, T'Pol. Berman explicó su visión para la serie en el lanzamiento, diciendo: "Veremos a la humanidad cuando realmente vayan a donde ningún hombre ha ido antes. Estamos viendo personas que no toman el encuentro con extraterrestres como algo "Es solo otra parte del trabajo. No es rutina. Nada es rutinario. Además, al traerlo 200 años atrás desde la Voyager, estamos acercando a los personajes al presente, y al hacerlo, pueden ser un poco más accesibles y un poco más imperfecto y un poco más familiar para ti y para mí". 
Dijo que este escenario combinaría elementos de la serie original y al mismo tiempo tendría "muchos elementos nuevos y frescos".  Inicialmente se consideró si Enterprise se superpondría o no con la última temporada de Voyager, pero se decidió que habría una brecha en la transmisión entre las dos series, ya que Berman estaba preocupado por la "sobresaturación" de la franquicia. Pero esperaba que el "cambio dramático" en Enterprise significara que nuevos espectadores se sintieran atraídos a verlo.  Como parte de este cambio, se tomó la decisión de eliminar "Star Trek" del título, pero Berman explicó que "si hay una palabra que dice Star Trek sin decir Star Trek, esa palabra es Enterprise".  Este título duró hasta el tercer episodio de la tercera temporada, "Extinción", cuando la serie pasó a llamarse Star Trek: Enterprise como exigieron los ejecutivos de Paramount Television en un esfuerzo por reconectar la serie con los fanáticos de la franquicia.

### Equipo
Además de los productores ejecutivos, varios exmiembros del equipo de Star Trek se unieron a la nueva serie. Herman F. Zimmerman fue contratado como diseñador de producción/ilustrador, después de haber trabajado en proyectos de Trek en The Next Generation, Deep Space Nine y los largometrajes. Marvin V. Rush retomó su papel como director de fotografía, habiendo estado involucrado con Trek desde la tercera temporada de The Next Generation. Junto a él trabajaron Douglas Knapp y William Peets como operador de cámara y técnico jefe de iluminación, respectivamente. Ambos habían trabajado previamente en Voyager. Otra alumna de la serie anterior fue Louise Dorton, quien comenzó en la primera temporada de ese programa como escenógrafa, pero se unió a Enterprise como directora de arte. Andre Bormanis, consultor científico y escritor de The Next Generation, Deep Space Nine y Voyager, fue contratado como redactor.
Varios episodios de Enterprise fueron dirigidos por actores de otras series de Star Trek: LeVar Burton de la nueva generación dirigió nueve episodios, Michael Dorn de la nueva generación y  espacio profundo nueve dirigió uno, y Roxann Dawson y Robert Duncan McNeill de Voyager dirigieron diez y cuatro episodios respectivamente. Después de la primera temporada, la mayoría de los escritores de la serie fueron despedidos por Braga, excepto Chris Black  quien fue ascendido a coproductor ejecutivo para la segunda temporada. El ex escritor de The X-Files y The Lone Gunmen, John Shiban, se unió al equipo de redacción y también fue nombrado coproductor ejecutivo. Berman calificó el reclutamiento de Shiban como un "golpe" para la serie. Shiban se quedó durante la segunda temporada, mientras que Black se fue después de la tercera.
La cuarta temporada de Enterprise vio un cambio en el liderazgo del equipo, con Manny Coto asumiendo el cargo de productor ejecutivo y showrunner de Braga y Berman. Se había unido al equipo de redacción en la tercera temporada y escribió el episodio bien recibido "Similitude". Era fanático de La serie original y buscó vincular Enterprise más estrechamente con ella. Trajo a los escritores Judith y Garfield Reeves-Stevens a Enterprise, quienes anteriormente escribieron libros sobre la producción de la franquicia y trabajaron con William Shatner en su serie Shatnerverse de novelas de Star Trek.  Braga y Berman permanecieron en el personal, y Coto describió la situación como si tuviera "tres showrunners". Coto marcó el rumbo de la última temporada, mientras los otros dos daban notas y comentarios.

### Casting
El proceso de casting más largo fue el de Bakula como Archer, debido a las prolongadas negociaciones contractuales que se llevaron a cabo, lo que sumó un retraso en la producción.  Los productores ejecutivos lo habían buscado para el papel, y aunque Bakula quería hacer el programa, "quería sentir que [él] estaba haciendo un buen negocio y que todos iban a trabajar juntos para hacer de esto un buena experiencia". Se había inscrito en un piloto de CBS llamado Late Bloomers antes de aceptar aparecer en Enterprise.  Una de las razones por las que aceptó unirse al elenco de Enterprise fue que había trabajado previamente con Kerry McCluggage, uno de los cofundadores de UPN, en Quantum Leap. Berman admitió más tarde que no tenían una alternativa en mente si Bakula decidía rechazar el papel.
Braga explicó que el casting más difícil fue el de T'Pol, ya que buscaban un tipo Kim Cattrall. Blalock y Marjorie Monaghan estuvieron entre los tres últimos en ser considerados para el papel, y Blalock obtuvo el papel, a pesar de que sus agentes rechazaron las solicitudes para que ella asistiera a las audiciones al principio del proceso de casting. Cuando Blalock audicionó en el grupo final, el equipo había visto cientos de actrices, según Berman. Su principal problema en ese momento era encontrar una "mujer hermosa que pudiera actuar y no quisiera dedicarse directamente al cine".  Blalock estaba entusiasmada con el casting ya que había sido fanática de Star Trek desde siempre, siendo su personaje favorito Spock.
El casting de Bakula se anunció el 11 de mayo de 2001, cuando se reveló que el título de Serie V sería Enterprise. Cuatro días más tarde, el resto del reparto sería anunciado, sin informar el nombre de los personajes hasta el día siguiente.

Bueno, ustedes saben, si lo piensan, desde la nueva generación hemos tenido tantas series de Star Trek tituladas "Star Trek: -Algo-" […], nuestro sentimiento fue, en intentar hacer este programa drásticamente diferente, y quizás sería divertido no tener que dividir un título así. Y pienso que si hay una manera de decir Star Trek sin decir "Star Trek", es la palabra Enterprise.
Rick Berman

### Rodaje
El 14 de mayo de 2001, comenzó la filmación del episodio piloto "Broken Bow", en los estudios 8, 9 y 18 de Paramount Studios. Los estudios 8 y 9 habían albergado decorados para la serie anterior de Star Trek desde que se inició la producción del abandonado Star Trek: Phase II a finales de la década de 1970. Posteriormente se utilizaron para las películas Star Trek: The Motion Picture, Star Trek II: The Wrath of Khan, Star Trek III: The Search for Spock y Star Trek IV: The Voyage Home antes de ser utilizados para The Next Generation y Voyager. El estudio 18 no se había utilizado anteriormente para la producción de ninguna serie o película de Star Trek.
Durante el rodaje del piloto, entre 130 y 150 miembros del personal trabajaron en la construcción de los decorados; esto se redujo a entre 20 y 25 miembros del equipo cuando el programa pasó a serie. Estos equipos fueron dirigidos por el coordinador de construcción Tom Arp, quien anteriormente había trabajado en Deep Space Nine y varias películas de Star Trek en la misma capacidad. Aunque varios episodios requirieron la construcción de conjuntos específicos desde cero, el equipo guardaría ciertos elementos para poder reutilizarlos en episodios posteriores. La producción contaba con un almacén en Burbank para almacenar esas piezas mientras no estaban en uso. A mitad de la tercera temporada, desde "Exile" en adelante, la serie comenzó a transmitirse en televisión de alta definición 1080i. Junto a Jake 2.0, fue una de las dos primeras series de UPN en transmitirse en alta definición.
A lo largo de la serie, Star Trek: Enterprise marcó varios hitos en la producción de una serie de televisión de la franquicia. Fue la primera serie de Star Trek en poseer formato widescreen, también la primera en ser emitida en HDTV, comenzando el 15 de octubre de 2003, a mitad de la tercera temporada, además de ser la primera en ser filmada en video digital en su cuarta temporada, y fue el primer programa de ciencia ficción en la historia de la televisión en usar imágenes tomadas en otro planeta (el vehículo de exploración Sojourner aproximándose a la Roca Yogi, las imágenes fueron tomadas por el Mars Pathfinder y usadas en los créditos iniciales). 

### Música
Dennis McCarthy fue reclutado por el equipo de producción para componer la música del piloto "Broken Bow". Había musicalizado otros episodios de la franquicia, incluido el piloto de The Next Generation, "Encounter at Farpoint", y ganó un premio Emmy por su trabajo en el episodio de la Voyager "Heroes and Demons". Su trabajo en "Broken Bow" fue posteriormente lanzado en los Estados Unidos en CD por Decca Records. Otros compositores que trabajaron en Enterprise incluyeron a Paul Ballinger, David Bell, Jay Chattaway, John Frizzell, Kevin Kiner, Mark McKenzie, Velton Ray Bunch y Brian Tyler.

#### Secuencia de apertura y tema musical
La franquicia era conocida por utilizar típicamente temas orquestales, pero Berman dijo que el tema musical sería más "contemporáneo" que el escuchado en series anteriores y un "poco más moderno". Se reveló que el tema era una versión del sencillo de Rod Stewart "Faith of the Heart". Esta canción además de un disco de su autora, formó parte de la banda sonora de la película Patch Adams. Para su uso en Enterprise, se le cambió el título a "Where My Heart Will Take Me" y fue escrita por Diane Warren y cantada por Russell Watson pero provocó una reacción negativa de los fanáticos existentes de Star Trek. Estos incluyeron una petición en línea para que se eliminara la canción, y hubo una protesta afuera de Paramount Studios. Los productores ejecutivos Braga y Berman defendieron la elección, y Berman dijo que la respuesta de los fanáticos estuvo dividida sobre la canción  mientras que Braga dijo que algunas personas encontraron la canción "edificante".
El ilustrador John Eaves creó un dibujo de varias naves del mundo real y de Star Trek saliendo de la Tierra, que posteriormente Dan Madsen convirtió en un cartel en la revista Star Trek Communicator. Eaves les dio copias de este cartel a Braga y Berman, y Berman sugirió la posibilidad de que este podría ser un buen concepto para una secuencia de apertura. El objetivo de la secuencia era seguir la evolución de la exploración, el vuelo y los vuelos espaciales.

### Cancelación
Se consideró la cancelación de la serie al final de la segunda temporada, y los ejecutivos de Paramount solicitaron una serie de cambios para renovarla luego de una campaña de envío de cartas por parte de los fanáticos.  Estos incluyeron un cambio de nombre a Star Trek: Enterprise a principios de la tercera temporada; y una nueva trama orientada a la acción, que resultó en el desarrollo de la trama Xindi.  Hubo una importante rotación de personal en Paramount en junio de 2004, cuando Jonathan Dolgen, jefe de entretenimiento de la empresa matriz Viacom, renunció tras la salida del presidente de Viacom, Mel Karmazin. Bakula describió a Dolgen como el "gran tipo de Star Trek" en Paramount, y su partida fue seguida por la partida de varios otros miembros del personal.  Los fanáticos se resignaron a la cancelación al final de la tercera temporada, pero se sorprendieron cuando la serie fue renovada,  debido en parte a una reducción en las tarifas que Paramount cobraba a UPN por episodio. Sin embargo, Enterprise fue trasladado a un espacio el viernes por la noche, la misma noche en la que se transmitió la serie original durante su tercera temporada antes de ser cancelada.  En una entrevista, Bakula lamentó que Enterprise dependiera de una sola red; mientras que todas las demás series de Star Trek dependían de la distribución. Contribuyó a este factor importante en su cancelación con la cita: "Estábamos sujetos a los caprichos de la cadena y los anunciantes".
El 3 de febrero de 2005, se anunció que Enterprise había sido cancelada. Esta noticia se transmitió al elenco y al equipo durante el sexto día de producción de "In a Mirror, Darkly". El final de la serie marcó la primera vez en 18 años que no se programó la transmisión de nuevos episodios de Star Trek, y Enterprise fue la primera serie de acción en vivo de la franquicia desde la serie original que duró menos de siete años.  Braga dijo en una charla con estudiantes en Los Ángeles poco después de que se publicara la noticia de la cancelación que "Después de 18 años consecutivos en el aire y unos 750 episodios, la ejecución actual de Star Trek ha terminado. Lo cual es un buen cosa. Necesita un descanso".  Añadió que no estaba seguro de cuánto tiempo Star Trek estaría fuera del aire, pero lo llamó una "gestación" en lugar de una "cancelación".
El mito de los fanáticos sugiere que Russell T Davies, showrunner del reinicio de Doctor Who, estaba en conversaciones para producir un episodio cruzado en el que el Noveno Doctor aterrizó la TARDIS a bordo del NX-01, pero estos planes fueron abandonados con el cancelación de Enterprise. Esto se basó en un malentendido de la cita: El "nosotros" que informamos que habíamos estado discutiendo un crossover era una referencia a Davies hablando con el equipo de producción de Doctor Who sobre su deseo de escribir un crossover, no a ninguna discusión entre los BBC y Paramount.
La cancelación provocó protestas de los fanáticos en Paramount Pictures, en todo el mundo y en línea. Se creó un sitio web TrekUnited.com para recaudar fondos para una quinta temporada,  pero no lo hizo y reembolsó las donaciones después de la campaña fallida. Se recaudaron 32 millones de dólares.  En 2013, todavía se estaba discutiendo la posibilidad de una quinta temporada, y Braga sugirió que los fanáticos podrían incitar a Netflix a producirla viendo las cuatro temporadas existentes en el servicio. Esto resultó en una campaña en Facebook para promover una quinta temporada.
A pesar de la cancelación, Paramount se mantuvo optimista. El director del estudio, David Stapf, "esperaba con ansias un nuevo capítulo de esta duradera franquicia en el futuro". Berman y el guionista Erik Jendrensen desarrollaron un concepto para una nueva película que tendría lugar después de Enterprise pero antes del programa de televisión de los años 60.  Mientras tanto, Paramount le pidió a Roberto Orci ideas para revivir la franquicia, lo que resultó en la producción de una película de reinicio ambientada en una línea temporal alternativa de la franquicia de 1966-2005, titulada simplemente Star Trek, estrenada en mayo de 2009 y dirigida por JJ Abrams.

## Episodios
El 26 de septiembre de 2001, se produjo el estreno de Enterprise transmitida por UPN con una audiencia estimada de 12,54 millones de televidentes.

### Temporadas 1 y 2
Estas temporadas se basa principalmente en la temática de la exploración. La tripulación de la nave Entreprise (NX-01), la primera nave terrestre en poder desarrollar velocidad Warp 5, son los humanos que han llegado más lejos de la Tierra. Estas temporadas muestran el desarrollo de diversas tecnologías que se dan por sentadas en las series futuras, como campos de fuerza y cañones fáser. También explican los diversos eventos y problemáticas de intervención en culturas extraterrestres que finalmente llevan a establecer la Directiva Principal (Prime Directive).

### Temporada 3
Tras el brutal e injustificado ataque de los Xindi a la Tierra, el capitán Jonathan Archer (Scott Bakula) es informado por un extraño del futuro, líder de la Cavala Sulibana, de que los Xindi están desarrollando una mega arma capaz de destruir la Tierra. Con la nave Columbia (NX-02) todavía en construcción, la nave Enterprise y su tripulación son los únicos que pueden evitar la destrucción de la Tierra.
Los Xindi habitan una región del espacio conocida como la Expansión Delphi, con extrañas perturbaciones espacio-temporales, que violan las leyes de la física, imponiendo más presión a la misión, al fallar el generador Warp, tras producirse destrozos por perturbaciones gravitatorias, etc.
La historia gira en torno a localizar el planeta de los Xindi y tratar de impedir el lanzamiento de la super arma contra la Tierra. Las circunstancias y la presión de la misión obligan al capitán Jonathan Archer a tomar decisiones que van en contra de su ética, lo que da una mayor profundidad a este personaje, al torturar a un preso en el episodio "Anomalías", dejar varados a 86 alienígenas al robar su única bobina Warp, necesitada en "Daños" y clonar a Trip para usar el clon para extraer tejido que necesita el jefe de ingenieros, para salvar su vida. Entre tanto, una relación afectiva empieza a desarrollarse entre T'Pol y Trip.
A diferencia de las dos primeras temporadas (26 episodios cada una), esta consta de 24.

### Temporada 4
La temporada 4 contiene historias continuadas a través de 2 o 3 episodios. Esta temporada ahonda en personajes y líneas temáticas de las otras series de Star Trek, como es el caso de la presentación del Dr. Arik Soong (antepasado del creador de Data, Lore y B-4).

A lo largo de la temporada se va tejiendo el entramado de lo que acabará siendo una alianza entre planetas y razas del universo Star Trek: "La Federación Unida de Planetas".
Esta temporada consta de 22 episodios.

## DVD
En octubre de 2004, coincidiendo con el comienzo de la cuarta temporada y antes de conocer de la cancelación de la serie, Paramount reveló la intención de lanzar las cuatro temporadas de Enterprise en DVD durante 2005. 
La primera temporada en DVD fue lanzada el 3 de mayo de 2005, diez días antes del episodio final de la serie. Fue la primera en incluir escenas eliminadas (en Voyager habían sido incluidas en los episodios las imágenes eliminadas), y también fue la primera en tener bloopers y outtakes. Las demás temporadas salieron a la venta el 26 de julio, 27 de septiembre y 1 de noviembre de ese mismo año, exceptuando España, donde Paramount España, después de haber lanzado las tres primeras, sigue, tras varios años desde que lanzó la tercera, y a pesar de tener el doblaje, sin editarla, con lo cual los fanes de Star Trek se ven con una colección sin finalizar.